# 1945 au cinéma
| Années du cinéma : 1942 - 1943 - 1944 - 1945 - 1946 - 1947 - 1948    |
| Décennies du cinéma : 1910 - 1920 - 1930 - 1940 - 1950 - 1960 - 1970 |

Cet article présente les faits marquants de l'année 1945 au cinéma.

## Événements
- 21 mai : Mariage à Mansfield  (Ohio) de Humphrey Bogart et Lauren Bacall
- 29 novembre : Lors du procès de Nuremberg, un film témoignant des atrocités des camps nazis est projeté dans la salle d'audience. Il est employé comme pièce à charge et, pour cette raison, a fait l'objet de nombreux certificats d'authenticité. Parmi les signataires attestant de la vérité des images, George Stevens, alors lieutenant colonel, sous la responsabilité duquel le document a été tourné, ainsi que John Ford.

## Principaux films de l'année
- Abraham Lincoln de John Cromwell (3 octobre à Paris).
- Au cœur de la nuit d'Alberto Cavalcanti (1er décembre à Londres).
- Autant en emporte le vent de Victor Fleming d'après Margaret Mitchell, sort en France 6 ans après sa sortie aux États-Unis (11 juillet).
- La Baraque  (La barraca) de Roberto Gavaldón (27 mai 1945 au Mexique).
- La Belle et la Bête de Jean Cocteau avec Jean Marais, Josette Day.
- Boule de Suif de Christian-Jaque avec Micheline Presle.
- Brève Rencontre (Brief Encounter) de David Lean avec Celia Johnson et Trevor Howard (26 novembre à Londres).
- Carmen de Christian-Jaque avec Viviane Romance (10 février).
- Les Dames du bois de Boulogne de Robert Bresson avec Maria Casarès, Elina Labourdette et Jean Marchat (septembre).
- Les Enfants du paradis de Marcel Carné avec Arletty, Jean-Louis Barrault et Pierre Brasseur (Mars).
- Escale à Hollywood (Anchors Aweigh) de George Sidney avec Gene Kelly, Frank Sinatra, Kathryn Grayson.
- Falbalas de Jacques Becker (20 juin).
- L'Homme du Sud (The Southerner) de Jean Renoir (26 août à New York).
- Il sole di Montecassino de Giuseppe Maria Scotese (21 septembre en Italie)
- Ivan le Terrible (Ivan Grozny) de Sergei Mikhailovich Eisenstein avec Nikolai Tcherkassov et Lioudmila Tselikovskaïa (janvier).
- La Maison du docteur Edwardes (Spellbound) d'Alfred Hitchcock : suspense américain d'Alfred Hitchcock avec Ingrid Bergman, Gregory Peck, Michael Chekhov et Leo G. Carroll (1er novembre à Hollywood).
- Momotaro, le divin soldat de la mer de Mitsuyo Seo (12 avril 1945 au Japon), considéré comme le premier long métrage d'animation japonais.
- Naïs de Raymond Leboursier et Marcel Pagnol, avec Fernandel (novembre).
- L'Ombre d'un doute (Shadow of a Doubt) d'Alfred Hitchcock (26 septembre en France).
- Péché mortel (Leave Her to Heaven) de John M. Stahl avec Gene Tierney, Cornel Wilde.
- Le Poison (The Lost Week-end) de Billy Wilder avec Ray Milland et Jane Wyman - Oscar du meilleur film.
- Le Roman de Mildred Pierce (Mildred Pierce) de Michael Curtiz avec Joan Crawford - Oscar de la meilleure actrice.
- Rome, ville ouverte (Roma, citta aperta) de Roberto Rossellini (Italie) avec Anna Magnani et Aldo Fabrizi (janvier).
- Les Trois Caballeros (The Three Caballeros), dessin animé de Walt Disney (3 février à Los Angeles).

## Récompenses et distinctions

### Oscars(15 mars)
- Meilleur film : Le Poison (The Lost Weekend) de Billy Wilder
- Meilleure actrice : Joan Crawford, Le Roman de Mildred Pierce (Mildred Pierce)
- Meilleur acteur : Ray Milland, Le Poison  (The Lost Weekend)
- Meilleur second rôle féminin : Anne Revere, Le Grand National (National Velvet)
- Meilleur second rôle masculin : James Dunn, Le Lys de Brooklyn (A Tree Grows in Brooklyn)
- Meilleur réalisateur : Billy Wilder, Le Poison (The Lost Weekend)

## Box-office
- France[1] :

| Class. | Titre                  | Pays       | Réalisateur     | Box-Office France |  |
| ------ | ---------------------- | ---------- | --------------- | ----------------- |  |
| 1.     | Le Dictateur           | États-Unis | Charlie Chaplin | 8 030 641 entrées |  |
| 2.     | Le Livre de la jungle  | États-Unis | Zoltan Korda    | 5 084 962 entrées |  |
| 3.     | La Cage aux rossignols |            | Jean Dréville   | 5 084 805 entrées |  |

- États-Unis[2] :

| Class. | Titre                         | Pays       | Réalisateur      | Recettes États-Unis |  |
| ------ | ----------------------------- | ---------- | ---------------- | ------------------- |  |
| 1.     | Les Cloches de Sainte-Marie   | États-Unis | Leo McCarey      | 21 333 333 $        |  |
| 2.     | La Maison du docteur Edwardes | États-Unis | Alfred Hitchcock | 12 400 000 $        |  |

## Principales naissances
Janvier
- 5 janvier : Roger Spottiswoode
- 11 janvier : Christine Kaufmann († 28 mars 2017).
- 25 janvier : Leigh Taylor-Young
- 28 janvier : Marthe Keller
- 29 janvier : Tom Selleck

Février
- 9 février : Mia Farrow
- 12 février : Maud Adams
- 16 février : Jeremy Bulloch († 17 décembre 2020).
- 17 février : 
  - Bernard Rapp († 17 août 2006).
  - Brenda Fricker
- 24 février : Barry Bostwick

Mars
- 3 mars : George Miller
- 8 mars : Frank Vitale
- 22 mars : Leila Roque Diniz († 1972).
- 24 mars : Curtis Hanson († 20 septembre 2016).

Avril
- 2 avril : Linda Hunt
- 7 avril : Werner Schroeter († 12 avril 2010).
- 21 avril :
  - Tania Torrens († 12 décembre 2024)
  - Ana Lúcia Torre Rodrigues

Mai
- 3 mai : Jean-François Davy
- 21 mai : Eduardo Geada
- 24 mai : Priscilla Presley
- 26 mai : René Féret († 28 avril 2015).
- 31 mai : Rainer Werner Fassbinder († 10 juin 1982).

Juin
- 1er juin : Claire Nadeau
- 2 juin : Jon Peters
- 6 juin : David Dukes († 9 octobre 2000).
- 11 juin : Adrienne Barbeau
- 14 juin : Claudine Beccarie

Juillet
- 10 juillet : Jean-Marie Poiré
- 24 juillet : Linda Harrison
- 26 juillet : Helen Mirren

Août
- 2 août : Joanna Cassidy
- 5 août : Loni Anderson († 3 août 2025)
- 14 août : 
  - Steve Martin
  - Wim Wenders
- 18 août : David F. Oyster
- 23 août : Bob Peck († 4 avril 1999).
- 24 août : Jeffrey P. Gran († 2001).
- 27 août : Marianne Sägebrecht
- 28 août : Bruno Nuytten

Septembre
- 4 septembre : Philippe Rousselot
- 15 septembre : Carmen Maura
- 17 septembre : Bruce Spence
- 24 septembre : Catherine Burns († 2 février 2019).
- 26 septembre : Ariel Zeitoun

Octobre
- 12 octobre : Aurore Clément
- 19 octobre : John Lithgow
- 21 octobre : Nikita Mikhalkov
- 27 octobre : Carrie Snodgress († 1er avril 2004).
- 30 octobre : Henry Winkler
- 31 octobre : Brian Doyle-Murray

Novembre
- 17 novembre : Roland Joffé
- 21 novembre : Goldie Hawn

Décembre
- 1er décembre : Bette Midler
- 2 décembre : Lisa Kreuzer
- 6 décembre : Shekhar Kapur
- 9 décembre : Andrew Birkin
- 17 décembre : Ernie Hudson
- 24 décembre : Nicholas Meyer
- 31 décembre : 
  - Vernon Wells
  - Barbara Carrera

## Principaux décès
- 26 janvier : C. J. Williams, cinéaste américain (° 1859).
- 4 mars : Lucille La Verne, actrice américaine(°1872).
- 30 mars : Béla Balogh, cinéaste hongrois (°1885).
- 4 mai : Anna Dodge, actrice américaine (° 1867).
- 13 juillet : Alla Nazimova, actrice américaine d'origine russe (° 1879).
- 21 novembre : Robert Benchley, acteur et scénariste américain.